# جهان آباد بايين (مقاطعة فهرج)
جهان‌آباد بايين (بالفارسية: جهان‌آباد پایین) هي قرية تقع في البلدة المركزية في إيران. يقدر عدد سكانها بـ 705 نسمة .